# Кияково (Докшицкий район)
Кияково (бел. Кіяко́ва) — деревня в Докшицком районе Витебской области Беларуси. В составе Ситцевского сельсовета.

## География
Деревня расположена в 29 км на северо-запад от Докшиц и в 220 км на запад от Витебска.
Ближайшие населённые пункты Макаровичи, Черкасы и др.

### Гидрография
Река Сервечь.

## История
В 1905 году в Парафиановской волости Вилейского уезда Виленской губернии.
В 1921—1945 годах имение в составе гмины Парафьяново Дисенского повета Виленского воеводства.

## Население

### Численность
- 2019 год — 13 жителей

### Динамика
- 1921 год — 57 жителей, 7 дворов[3]
- 1931 год — 51 жителей, 5 дворов[4]
- 2009 год — 28 жителей (перепись населения)[2]
- 2019 год — 13 жителей (перепись населения)

## Достопримечательность
- Часовня-усыпальница Кияковских (1907 год)[5][6].
- Кияковская усадьба (XIX век)[7][8] — сохранилась частично.

Усадьба  XIX века, принадлежавшая Кияковским. И имение включало в себя дворец с хозпостройками, сараем, ледовней, коптильней, кузницей, парк, сад и огромный двор. Также существовало 2 дома для рабочих.
Усадьба расположена на невысокой террасе реки Сервач. Имеет простую планировку. Дворец с верандами и террасами на двух фасадах состоял из 14 комнат, расположенных в глубине парка. К нему через всю усадьбу вела аллея из каштанов и лип (сохранились единичные деревья). Перед домом располагался партер, за которым на одной оси построена конюшня (сохранилась). На юго-восточной окраине усадьбы был разбит парк. Самая уютная и красивая его часть находится на берегу реки, где растут вековые ели, липы, клены, дубы и березы. Отсюда открывается живописный вид на пойму и реку.
От большого хозяйственного двора уцелели конюшня и ферма. Конюшня построена из бруса и в кирпича. Фасад выделен 2 ризалитами с арочными дверными проемами. П-образная в плане ферма построена в 1938 г. в стиле «кирпичной» архитектуры.

Также сохранился сарай с 15 венцами и ледник с погребом, причем антресоль сложена из битых валунов, а фронтоны, углы и дверные проемы — из красного кирпича.

## Галерея
- Часовня-усыпальница Кияковских
- Кияковская усадьба. Руины ледовни.
- Кияковская усадьба. Сарай.